# سید حسن رسولی
سید حسن رسولی (زاده ۱۳۳۷ بردسکن) سیاستمدار ایرانی و از اعضای هیئت‌مدیرهٔ بنیاد امید ایرانیان و بنیاد باران است. او سخنگوی ستاد انتخاباتی محمدرضا عارف در یازدهمین انتخابات ریاست جمهوری بود. وی در پنجمین دوره انتخابات شورای شهر تهران در اردیبهشت ۱۳۹۶ از سوی ائتلاف اصلاح طلبان نامزد شد و با پیروزی در انتخابات به عضویت شورای شهر تهران درآمد.

## سوابق مدیریتی
- مدیرکل سیاسی و انتظامی استانداری سیستان و بلوچستان
- فرماندار زاهدان
- معاون سیاسی و اداری استانداری لرستان و همدان
- عضو هیئت مدیره و معاون بازرگانی سازمان حمل و نقل و پایانه‌های کشور
- استاندار لرستان، استاندار خراسان، استاندار خراسان رضوی
- معاون برنامه‌ریزی و پشتیبانی وزارت کشور
- مشاور وزیر کشور
- عضویت هیئت مدیره شرکت راه‌آهن
- عضو هیئت مدیره بنیاد باران
- عضو هیئت مدیره بنیاد امید ایرانیان[۳]